# Sarcothelia
Sarcothelia is een geslacht van neteldieren uit de klasse van de Anthozoa (bloemdieren).

## Soort
- Sarcothelia edmondsoni Verrill, 1928